# Zlatni buzdovan
Zlatni buzdovan (lat. Orontium aquaticum), vrsta vodenih trajnica u monotipskom rodu zlatni buzdovan (Orontium). Raširena je po mnogim državama SAD-a gdje je vernakularno poznata kao 'golden club' i 'never-wets'.
Zlatni buzdovan pripada porodici kozlačevki, pa su joj omiljena staništa plitka jezera, potoci i ribnjaci. U stara vremena Indijanci su njezino sjeme i rizom sušili i mljeli te je koristili za hranu, a Cherokee su kupali bebe u uvarku (dekoktu) od zlatnog buzdovana prilikom ceremonija New Moon-a.
Listovi biljke su vodonepropusni, narastu do 25 cm, a mogu biti potopljeni, plutajući ili da izrastu iznad površine vode. U proljeće i ljeto na vrhu vitkog bijelog spadiksa dobije sićušne svijetložute cvjetove.
- O. aquaticum, Buffalo and Erie County Botanical Gardens.
- O. aquaticum,
- O. aquaticum,
- O. aquaticum, Pine Barrens, New Jersey.